# Tercera División de España 2017-18
La temporada 2017-18 de la Tercera División de España es la cuarta categoría de las ligas de fútbol de España, por debajo de la Segunda División B y por encima de las Divisiones Regionales. Comenzará el 19 de agosto de 2017 y finalizará el 24 de junio de 2018 con los play-offs de la promoción de ascenso.

## Fase de grupos
- Composición de los grupos de Tercera División confirmados.[1]

## Promoción de ascenso a Segunda División B
Los siguientes equipos se han clasificado para la promoción de ascenso a Segunda División B:
| Grupo I                  | Grupo II               | Grupo III                          | Grupo IV                | Grupo V                  |
| ------------------------ | ---------------------- | ---------------------------------- | ----------------------- | ------------------------ |
| 1º S. D. Compostela      | 1º Real Oviedo Vetusta | 1º R. S. Gimnástica de Torrelavega | 1º S. C. D. Durango     | 1º R. C. D. Espanyol "B" |
| 2º Bergantiños C. F.     | 2º U. P. Langreo       | 2º U. M. Escobedo                  | 2º C. Portugalete       | 2º U. E. Sant Andreu     |
| 3º Racing Club Villalbés | 3º C. Marino de Luanco | 3º C. D. Laredo                    | 3º Deportivo Alaves "B" | 3º C. E. L'Hospitalet    |
| 4º Alondras C. F.        | 4º C. D. Llanes        | 4º C. D. Tropezón                  | 4º Sestao R. C.         | 4º Terrassa F. C.        |

| Grupo VI                  | Grupo VII                        | Grupo VIII                       | Grupo IX              | Grupo X                      |
| ------------------------- | -------------------------------- | -------------------------------- | --------------------- | ---------------------------- |
| 1º Atlético Levante U. D. | 1º Internacional de Madrid C. F. | 1º Unionistas de Salamanca C. F. | 1º Atlético Malagueño | 1º Cádiz C. F. "B"           |
| 2º C. D. Castellón        | 2º Getafe C. F. "B"              | 2º Arandina C. F.                | 2º U. D. Almería "B"  | 2º A. D. Ceuta F. C.         |
| 3º Orihuela C. F.         | 3º Rayo Vallecano "B"            | 3º C. D. Cristo Atlético         | 3º Real Jaén C.F.     | 3º Algeciras C. F.           |
| 4º C. F. La Nucía         | 4º R. S. D. Alcalá               | 4º C. F. Salmantino UDS          | 4º Antequera C.F.     | 4º Atlético Sanluqueño C. F. |

| Grupo XI                 | Grupo XII             | Grupo XIII            | Grupo XIV           | Grupo XV             |
| ------------------------ | --------------------- | --------------------- | ------------------- | -------------------- |
| 1º R. C. D. Mallorca "B" | 1º C. D. Tenerife "B" | 1º Yeclano Deportivo  | 1º C. D. Don Benito | 1º U. D. Mutilvera   |
| 2º U. D. Poblense        | 2º C. D. Mensajero    | 2º Mar Menor F. C.    | 2º C. P. Cacereño   | 2º A. D. San Juan    |
| 3º U. D. Ibiza           | 3º U. D. San Fernando | 3º Atlético Pulpileño | 3º U. P. Plasencia  | 4º U. C. D. Burladés |
| 4º C. D. Felanich        | 4º U. D. Lanzarote    | 4º E. D. M. F. Churra | 4º C. D. Coria      | 5º CA Cirbonero      |

| Grupo XVI          | Grupo XVII        | Grupo XVIII                |
| ------------------ | ----------------- | -------------------------- |
| 1º C. D. Calahorra | 1º C. D. Teruel   | 1º U. B. Conquense         |
| 2º S. D. Logroñés  | 2º S. D. Borja    | 2º C. P. Villarrobledo     |
| 3º Náxara C. D.    | 3º S. D. Ejea     | 3º U. D. Socuellamos C. F. |
| 4º Haro Deportivo  | 4º S. D. Tarazona | 4º Villarrubia C. F.       |

|  | Clasificado para la ruta de campeones de grupo de la promoción de ascenso ( si obtuvo el ascenso)    |
|  | Clasificado para la ruta de no campeones de grupo de la promoción de ascenso ( si obtuvo el ascenso) |

### Equipos ascendidos
Los siguientes equipos ascendieron a Segunda División B:
| Grupo I | Grupo II                          | Grupo III                       | Grupo IV         | Grupo V               |
| ------- | --------------------------------- | ------------------------------- | ---------------- | --------------------- |
|         | U. P. Langreo Real Oviedo Vetusta | R. S. Gimnástica de Torrelavega | S. C. D. Durango | R. C. D. Espanyol "B" |

| Grupo VI                               | Grupo VII                     | Grupo VIII                                         | Grupo IX                             | Grupo X                   |
| -------------------------------------- | ----------------------------- | -------------------------------------------------- | ------------------------------------ | ------------------------- |
| Atlético Levante U. D. C. D. Castellón | Internacional de Madrid C. F. | C. F. Salmantino UDS Unionistas de Salamanca C. F. | U. D. Almería "B" Atlético Malagueño | Atlético Sanluqueño C. F. |

| Grupo XI | Grupo XII | Grupo XIII | Grupo XIV        | Grupo XV |
| -------- | --------- | ---------- | ---------------- | -------- |
|          |           |            | C. D. Don Benito |          |

| Grupo XVI       | Grupo XVII              | Grupo XVIII     |
| --------------- | ----------------------- | --------------- |
| C. D. Calahorra | C. D. Teruel S. D. Ejea | U. B. Conquense |